# Cronenberger SC
Der Cronenberger SC (CSC) ist ein Fußballverein auf den Wuppertaler Südhöhen. Einer der größten Erfolge des Vereins ist die Vizemeisterschaft 1952 in der Deutschen Amateurmeisterschaft.

## Geschichte
Am 5. Juli 1902 wurde in Cronenberg der Sportclub aus der Taufe gehoben. Der erste Vorstand setzte sich zusammen aus dem 1. Vorsitzenden Stadtsekretär Breuer, dem 2. Vorsitzenden Alexander Wüster, dem Schriftführer Gustav Evertsbusch, dem 1. Kassierer Peter Gersteuer und dem 2. Kassierer Rendant Heinrich Schnatz. Gerätewart war Carl Greis jr. 1904 bestritt der CSC sein erstes Wettkampfspiel in Solingen gegen den Ballsportverein Solingen 1898 in schwarz-gelben Trikots und schwarzer Hose. Das Outfit wurde erst im Jahre 1911 in das noch heute gültige grün-weiß geändert. Bereits 1919 gründete man eine Jugendabteilung mit drei Jugend- und drei Schülermannschaften.
Im Laufe der Jahre wurden neben der Fußballabteilung weitere Abteilungen gegründet, so insbesondere für die Sportarten Hockey, Boxen, Rollsport, Hand- und Basketball, die zwischenzeitlich nach und nach wieder ausgegliedert wurden. Die ausgegliederte Sparte Rollhockey findet sich heute wieder im mehrfachen Deutschen Meister RSC Cronenberg.
Sportliche Erfolge stellten sich recht schnell ein. 1921 wurden CSC Vizemeister von Bergisch-Mark nach einer 3:4-Niederlage in der Verlängerung gegen den Duisburger SpV. Einen Zuschauerrekord erlebte der Sportclub 1947. Über 4000 Zuschauer verfolgten das Meisterschaftsspiel gegen Fortuna Düsseldorf (0:4) mit Paul Janes. Infolge des sehr guten Zuschauerzuspruchs wurden 1950 die Begegnungen gegen den Stadtrivalen Grün-Weiß Wuppertal in das Wuppertaler Stadion am Zoo verlegt (8000 und 14000 Zuschauer).
| Spielzeit                                        | Liga                          | Platz |
| ------------------------------------------------ | ----------------------------- | ----- |
| 2002/03                                          | Landesliga Niederrhein (VI)   | 01.   |
| 2003/04                                          | Verbandsliga Niederrhein (V)  | 06.   |
| 2004/05                                          | Verbandsliga Niederrhein (V)  | 13.   |
| 2005/06                                          | Verbandsliga Niederrhein (V)  | 04.   |
| 2006/07                                          | Verbandsliga Niederrhein (V)  | 09.   |
| 2007/08                                          | Verbandsliga Niederrhein (V)  | 09.   |
| 2008/09                                          | Niederrheinliga (VI)          | 17.   |
| 2009/10                                          | Landesliga Niederrhein (VII)  | 06.   |
| 2010/11                                          | Landesliga Niederrhein (VII)  | 06.   |
| 2011/12                                          | Landesliga Niederrhein (VII)  | 01.   |
| 2012/13                                          | Oberliga Niederrhein (V)      | 17.   |
| 2013/14                                          | Landesliga Niederrhein (VI)   | 03.   |
| 2014/15                                          | Landesliga Niederrhein (VI)   | 05.   |
| 2015/16                                          | Landesliga Niederrhein (VI)   | 02.   |
| 2016/17                                          | Oberliga Niederrhein (V)      | 14.   |
| 2017/18                                          | Oberliga Niederrhein (V)      | 16.   |
| 2018/19                                          | Landesliga Niederrhein (VI)   | 02.   |
| 2019/20                                          | Oberliga Niederrhein (V)      | 17.   |
| 2020/21                                          | Oberliga Niederrhein (V)      | N.G   |
| 2021/22                                          | Oberliga Niederrhein (V)      | 19.   |
| 2022/23                                          | Oberliga Niederrhein (V)      | 19.   |
| 2023/24                                          | Landesliga Niederrhein (VI)   | 11.   |
| 2024/25                                          | Landesliga Niederrhein (VI)   | 16.   |
| 2025/26                                          | Bezirksliga Niederrhein (VII) |       |
| grün unterlegt: Aufstieg; rot unterlegt: Abstieg |                               |       |

Nach Kriegsende nahm der CSC den Spielbetrieb zügig wieder auf. Es folgte die erfolgreichste Zeit des Sportclubs. 1951 nahm er als Niederrheinmeister am Halbfinale zu den deutschen Amateurmeisterschaften 1951 teil. Im Stadion am Zoo unterlag man gegen den späteren Amateurmeister Bremen 1860 mit 0:2. Nur ein Jahr später standen sich beide Teams erneut in Wuppertal gegenüber. Doch diesmal konnte der CSC mit einem 1:0 die Begegnung für sich entscheiden. Das nachfolgende Endspiel um die Deutsche Amateurmeisterschaft 1952 ging mit 2:5 gegen den VfR Schwenningen verloren. Über 80.000 Zuschauer verfolgten diese Partie im Ludwigshafener Südweststadion. Für den Cronenberger SC spielten Herbert Jäger, Paul Wansel, Helmut Bogkmann, Edmund Dapprich, Reinhold Dyckers, Karl Rauhaus, Erich Streup, Siegfried Wellner, Willi Kunze, Günter Görts, Edwin Schulz.
Nach dem Aufstieg 1957 in die höchste Amateurklasse und den direkten Wiederabstieg 1958 durchlief der CSC eine Zeit unterschiedlicher Zugehörigkeit in der Landesliga und Bezirksliga. 1993 übernahm Holger Fach, seinerzeit aktiv beim Bundesligisten Borussia Mönchengladbach, für vier Jahre das Traineramt der 1. Mannschaft. Zeitgleich wurde der Kunstrasenplatz an der Hauptstraße fertig (der zweite überhaupt in Wuppertal). Unter Bernd Bever, der von 1998 bis 2005 an der Seitenlinie stand, gelang ein Jahr nach dem hundertjährigen Jubiläum der Aufstieg in die Verbandsliga Niederrhein. Kurioses am Rande: Im Halbfinale des ARAG-Pokals 2005 zwischen dem CSC und dem Ortsrivalen SSV Sudberg setzte sich der Gast erst nach drei Stunden Gesamtspieldauer und 48 Elfmetern durch. Von 2006 bis 2009 spielte der CSC unter Trainer Bert Holthausen in der Verbandsliga und klopfte 2006 sogar an das Tor zur Oberliga Nordrhein, letztlich wurde man zum Abschluss dieser Saison Vierter mit nur einem Punkt Rückstand auf den Meister. In der Saison 2008/09 erfolgte der Abstieg in die Landesliga. Im Mai 2008 wurde der Horst-Neuhoff-Sportplatz mit einem neuen Kunstrasenbelag eingedeckt. Von 2010 bis 2016 wurde die 1. Mannschaft in der Landesliga Niederrhein (Gruppe 1) von Trainer Markus Dönninghaus betreut, der mit ihr zweimal (2013 und 2016) in die Oberliga aufstieg.
Ende März 2011 wurde bekannt, dass der CSC und der SSV Sudberg Gespräche aufgenommen hatten, um beide Vereine zu fusionieren. Die Abstimmungen der jeweiligen Vereinsmitglieder standen noch aus, die jeweiligen Jahreshauptversammlungen sollten im September 2011 stattfinden. Die Gespräche wurden im Juli 2011 aber abgebrochen. Die Verhandlungen wurden nach den jeweiligen Jahreshauptversammlungen und Mitglieder-Befragungen für gescheitert erklärt.
In der Saison 2012/13 spielte der CSC für ein Jahr in der fünftklassigen Oberliga Niederrhein, stieg jedoch wegen der um acht Tore schlechteren Tordifferenz gegenüber dem SV Uedesheim aus Neuss bei Punktgleichheit direkt wieder ab. Nach drei Jahren in der Landesliga ist der Verein zur Saison 2016/17 wieder in der Oberliga vertreten, nachdem er in der Landesliga Niederrhein 2015/16 den zweiten Rang erreichte und sich in der Aufstiegsrelegation gegen den 1. FC Kleve mit insgesamt 4:1 in zwei Spielen durchsetzte. Zwei Jahre später stiegen die Cronenberger wieder ab, schafften aber den direkten Wiederaufstieg. Von 2019/20 bis 2022/23 spielten die Cronenberger ununterbrochen in der Oberliga Niederrhein, bevor man abstieg und ab der Saison 23/24 in der Landesliga antrat. 2025 folgte der Abstieg in die Bezirksliga.

## Erfolge
- Westdeutscher Vizemeister 1921
- Wuppertaler Stadtmeister 1941
- Landesligameister Gruppe 1
- Niederrheinmeister 1951 und 1952
- Zweiter der Deutschen Amateurmeisterschaften 1952
- Aufstieg in die höchste Amateurspielklasse
- GA (WZ)-Pokal Sieger: 1980, 1985, 1991, 1994, 1995, 2004, 2008, 2015, 2018
- Wuppertaler Hallenmeister 1998, 2005, 2006, 2008, 2016, 2018
- 2003: Aufstieg in die Verbandsliga Niederrhein (heute Oberliga Niederrhein)
- Gewinner des Hans-Löhdorf-Gedächtnispokals (Südhöhenturnier des SSV Sudberg) 1990, 1991 und 2001, 2016
- 2012, 2016, 2019: Aufstieg in die Oberliga Niederrhein

## Nachwuchs
Seit vielen Jahren spielt die Jugendabteilung mit allen möglichen Teams von D- bis A-Junioren in der Leistungsklasse des Kreises 3 (Wuppertal-Niederberg). 2015 sicherte sich die A-Jugend neben der Meisterschaft in der Kreisleistungsklasse auch den Kreispokal. 2016 konnte der Sportclub mit dem Aufstieg der C-Junioren in die Niederrheinliga einen weiteren Erfolg vermelden. Nur ein Jahr später stehen mit der C-, B- und A-Jugend alle drei möglichen Teams in der Qualifikation zum Aufstieg in die jeweilige Niederrheinliga.
Seit Einführung der Bergischen Leistungsklasse ist der Cronenberger SC auch in dieser Liga in allen möglichen Altersklassen erfolgreich dabei.
Verschiedene Jugendspieler aus den Nachwuchsteams des CSC haben immer wieder den Sprung in Kreis- und Verbandsauswahl-Mannschaften sowie in die höchsten deutschen Jugendspielklassen geschafft, so bspw. Julian Kray (U 15 Regionalliga West für Schwarz-Weiß Essen – heute Oberliga SSVg Velbert) und Len Heinson (U17 Junioren Bundesliga für Fortuna Düsseldorf – heute Regionalliga West Wuppertaler SV). Oder auch Luke Retterath (U15 – Regionalliga Fortuna Düsseldorf), Samuel Laurin Derkum (U17-Bundesliga SG Unterrath) und FVN-Auswahl sowie Leon Fiore (U 17 Bundesliga Rot-Weiss Essen) ebenfalls FVN-Auswahl, Kevin Heesch und Robert Körber (beide B-Jugend Bundesliga Wuppertaler SV).
In den letzten Jahren zahlt sich das erfolgreiche Jugendkonzept aus. Zahlreiche Jugendspieler schafften den Anschluss an das Oberligateam des CSC.

## Horst-Neuhoff-Sportplatz
Alle Jugend- und Seniorenmannschaften des Cronenberger SC tragen ihre Heimspiele auf dem Horst-Neuhoff-Sportplatz, benannt nach einem langjährigen Vorstandsmitglied, an der Hauptstraße aus. Nach 17 Jahren wurde 2008 der Kunstrasenbelag gegen einen Belag der neuesten Generation ausgewechselt.

## Hans-Rötzel-Turnier
Alljährlich spielt der Cronenberger SC das Hans-Rötzel-Turnier für C-Jugendmannschaften aus. Damit ehrt der Verein ein Mitglied, das sich über Jahre um den CSC verdient gemacht hat. Die Stadt Wuppertal ehrte den für seinen Ortsteil so engagierten Cronenberger auf Vorschlag der Bezirksvertretung im Jahre 2000 durch die Benennung einer Straße.
1974 – ein Jahr nach dem plötzlichen Tod des 1930 geborenen Hans Rötzel – wurde auf Anregung von Robert Dörken ein Jugendwettbewerb für C-Jugend-Mannschaften beim CSC ins Leben gerufen. Beim ersten Turnier 1974 traten der VfB Remscheid, SSV Germania 1900, Bayer Wuppertal und der Cronenberger SC an.
Mittlerweile umfassen die „Rötzel-Tage“ neben dem traditionellen C-Jugendturnier an Fronleichnam noch Turniere für D- und E-Jugendteams sowie F- und G-Juniorentreffs am darauf folgenden Wochenende.

## Persönlichkeiten
- Sven Backhaus (* 1968), Bundesligaprofi bei Fortuna Düsseldorf und Rot-Weiß Oberhausen
- Werner Görts (* 1942), späterer Bundesligaprofi bei Werder Bremen
- Herbert „Büb“ Jäger (1926–2004), Amateurnationalspieler und Olympiateilnehmer 1952
- Carsten Krämer (* 1974), später MSV Duisburg
- Bruno Lehmann (1896–1969), Trainer, deutscher Meister mit Hertha BSC
- Sebastian Plate (* 1979), später Borussia Mönchengladbach
- Uwe Stöver (* 1967), ehemaliger deutscher Fußballspieler, -trainer und -manager